# دستجه (مقاطعة فسا)
دستجه (بالفارسية: دستجه) هي قرية تقع في قسم صحرارود الريفي في إيران. يقدر عدد سكانها بـ 3,447 نسمة .